# Gregor Emmenegger Sieber
Gregor Emmenegger (* 1972) ist ein Schweizer katholischer Theologe und Patristiker.

## Leben
Gregor Emmenegger ist Titularprofessor und unterrichtet als Lehr- und Forschungsrat Patristik, Dogmengeschichte und alte Kirchengeschichte an der Universität Fribourg. Neben den Vorlesungen widmet er sich der Veröffentlichung von koptischen Papyri und ergänzt das von ihm ins Leben gerufene Projekt Bibliothek der Kirchenväter im Internet, das Hauptwerke der Patristik frei zur Verfügung stellt. 

## Ehrungen
- 2010 erhielt er den Hanns-Lilje-Preis.[1]

## Schriften (Auswahl)
- Der Text des koptischen Psalters aus al-Mudil. Ein Beitrag zur Textgeschichte der Septuaginta und zur Textkritik koptischer Bibelhandschriften, mit der kritischen Neuausgabe des Papyrus 37 der British Library London (U) und des Papyrus 39 der Leipziger Universitätsbibliothek (2013) (= Texte und Untersuchungen zur Geschichte der altchristlichen Literatur. Band 159). De Gruyter, Berlin / New York 2007, ISBN 3-11-019948-3 (zugleich Dissertation, Fribourg 2005).
- als Herausgeber mit Franz Mali und Theresia Hainthaler: Heiligkeit und Apostolizität der Kirche. Forscher aus dem Osten und Westen Europas an den Quellen des gemeinsamen Glaubens. PRO ORIENTE Studientagung Thessaloniki, 22. 26. September 2009 (= Pro Oriente, Band 32) (= Wiener Patristische Tagungen, Band 4). Tyrolia-Verlag, Innsbruck u. a. 2009, ISBN 978-3-7022-3020-3.
- als Herausgeber mit Franz Mali, Theresia Hainthaler und Mante Lenkaityte Ostermann: Für uns und für unser Heil. Soteriologie in Ost und West. Studientagung Esztergom, 3.–5. Oktober 2012, “For Us and for Our Salvation”. Soteriology in East and West. “Pour nous et pour notre salut”. Sotériologie vue de l’Orient et de l’Occident (= Pro Oriente, Band 37) (= Wiener Patristische Tagungen, Band 6). Tyrolia-Verlag, Innsbruck u. a. 2014, ISBN 3-7022-3351-2.
- Rosen aus der Wüste: Ausgewählte Sprüche aus den Apophthegmata Patrum, Books on Demand, 2009, ISBN 978-3-8391-0819-2.
- mit Paul Koetschau: Origenes: Vom Gebet, Books on Demand, 2010, ISBN 978-3-8370-7995-1.
- Wie die Jungfrau zum Kind kam. Zum Einfluss antiker medizinischer und naturphilosophischer Theorien auf die Entwicklung des christlichen Dogmas (= Paradosis. Band 56). Acad. Press, Fribourg 2014, ISBN 978-3-7278-1752-6 (zugleich Habilitationsschrift, Fribourg 2012).
- als Herausgeber mit Mariano Delgado und Volker Leppin: Apologie, Polemik, Dialog: Religionsgespräche in der Christentumsgeschichte und in der Religionsgeschichte, Studien zur christlichen Religions- und Kulturgeschichte, Schwabe und Kohlhammer, 2021, ISBN 978-3-7965-4362-3.
- als Herausgeber mit Ann-Katrin Gässlein: Wiborada von St. Gallen. Neuentdeckung einer Heiligen (= Theologisch bedeutsame Orte der Schweiz, Band 2). Schwabe, Basel 2022, ISBN 978-3-7965-4500-9.
- Die Zeit kommt, da die Menschen verrückt werden: Ausgewählte Sprüche der Wüstenväter und -mütter, Glaube heute, Theologischer Verlag Zürich, Zürich 2024, ISBN 978-3-2901-8661-6.